# Albintegengambiet
Het Albintegengambiet is in de opening bij
het schaken een variant binnen het damegambiet; in plaats van de aangeboden c4-pion te slaan probeert zwart zelf de e5-pion te offeren. Het Albin tegengambiet begint met de zetten: 1.d4 d5 2.c4 e5
Eco-code D08
De opening is ingedeeld in de gesloten spelen. Het gambiet kreeg bekendheid 1893 tijdens de wedstrijd tussen Emanuel Lasker en de Roemeense schaker Adolf Albin en later speelde Aleksandr Aljechin dit gambiet ook een keer tegen Emanuel Lasker. De Hongaarse schaker Janos Balogh heeft het gambiet ettelijke malen in een correspondentieschaaktoernooi gespeeld. Door grootmeesters wordt deze opening zelden gespeeld hoewel het op een lager niveau toch aardige resultaten laat zien door zijn relatieve onbekendheid.
Externe links
- (en) Partijen D 08 - www.chessgames.com
- (en) Partijen D 09 - idem